# Kašćerga
 Kašćerga  (olaszul: Caschierga) falu Horvátországban, Isztria megyében. Közigazgatásilag Pazinhoz tartozik.

## Fekvése
Az Isztriai-félsziget közepén, Pazintól 7 km-re északnyugatra, a Butoniga-tó délnyugati partja közelében, a Butoniga-patak feletti kis földnyelven, a Padovának nevezett dombocska alatt fekszik. A domb a rajta álló Páduai Szent Antal tiszteletére szentelt templomról kapta a nevét és innem való az olasz Villa Padova elnevezés is.

## Története
A település területe már az őskorban és az ókorban is lakott volt. Első írásos említése 1177-ben "Carsiaga" néven történt, amikor a porecsi püspökség hűbérbirtoka lett. Később kikerült az egyház irányítása alól és a 13. században már a pazini grófok uralma alá tartozott. A 15. század második felében az oszmán betörés és Frangepán VII. János vegliai herceg 1498-as támadása után mindössze hat lakosa maradt. Nevét az 1498-as pazini urbárium „Kasternn” alakban írja, de a 17. században ezt már a "Kaiserfeld" elnevezés váltja fel. Mivel a falu közel feküdt az osztrák-velencei határhoz gyakran esett a hadak pusztításának útjába, földjei időnként megműveletlenek, elhagyottak voltak. Emiatt lakossága is többször cserélődött. A településnek 1857-ben 410, 1910-ben 579 lakosa volt. Lakói hagyományosan mezőgazdasággal, ezen belül szőlő- és gyümölcstermesztéssel foglalkoztak. 2011-ben 256 lakosa volt.

## Lakosság
| Lakosság változása | Lakosság változása | Lakosság változása | Lakosság változása | Lakosság változása | Lakosság változása | Lakosság változása | Lakosság változása | Lakosság változása | Lakosság változása | Lakosság változása | Lakosság változása | Lakosság változása | Lakosság változása | Lakosság változása | Lakosság változása |
| ------------------ | ------------------ | ------------------ | ------------------ | ------------------ | ------------------ | ------------------ | ------------------ | ------------------ | ------------------ | ------------------ | ------------------ | ------------------ | ------------------ | ------------------ | ------------------ |
| 1857               | 1869               | 1880               | 1890               | 1900               | 1910               | 1921               | 1931               | 1948               | 1953               | 1961               | 1971               | 1981               | 1991               | 2001               | 2011               |
| 410                | 424                | 453                | 491                | 511                | 579                | 598                | 891                | 663                | 641                | 512                | 426                | 375                | 307                | 279                | 256                |

## Nevezetességei
- Szent Márk evangélista tiszteletére szentelt plébániatemploma 1686-ban épült, 1891-ben megújították. 17 méter magas harangtornyát 1801-ben építették.
- Páduai Szent Antal tiszteletére szentelt temploma (melynek másik titulusa Havas Boldogasszony) a 12. században épült, 1859-ben újjáépítették. Azon a magaslaton ahol a  templom áll a feltételezések szerint egykor vár is állt.